# Hans Döring (Maler)

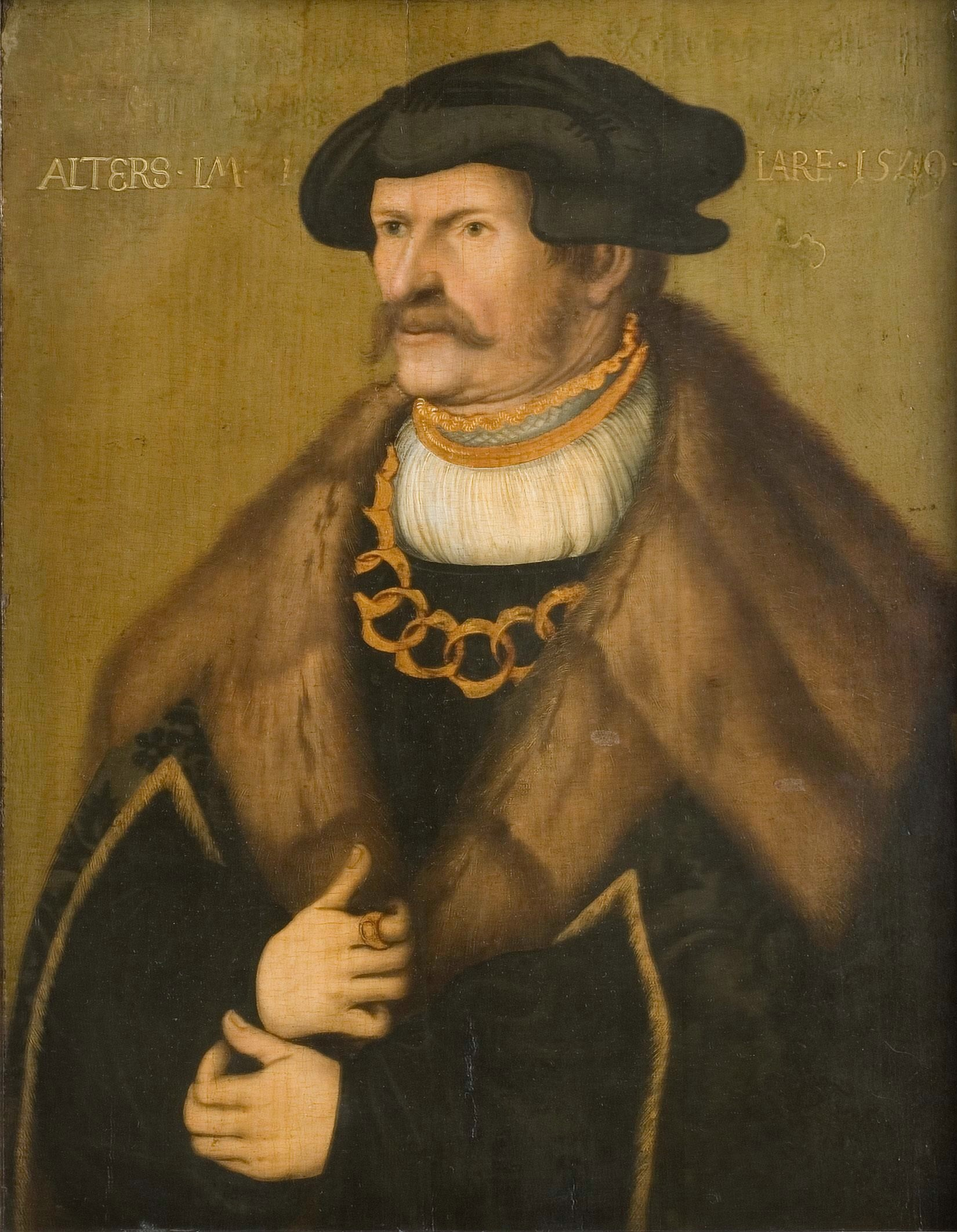
Hans Döring: Porträt des Graf Phillip von Solms

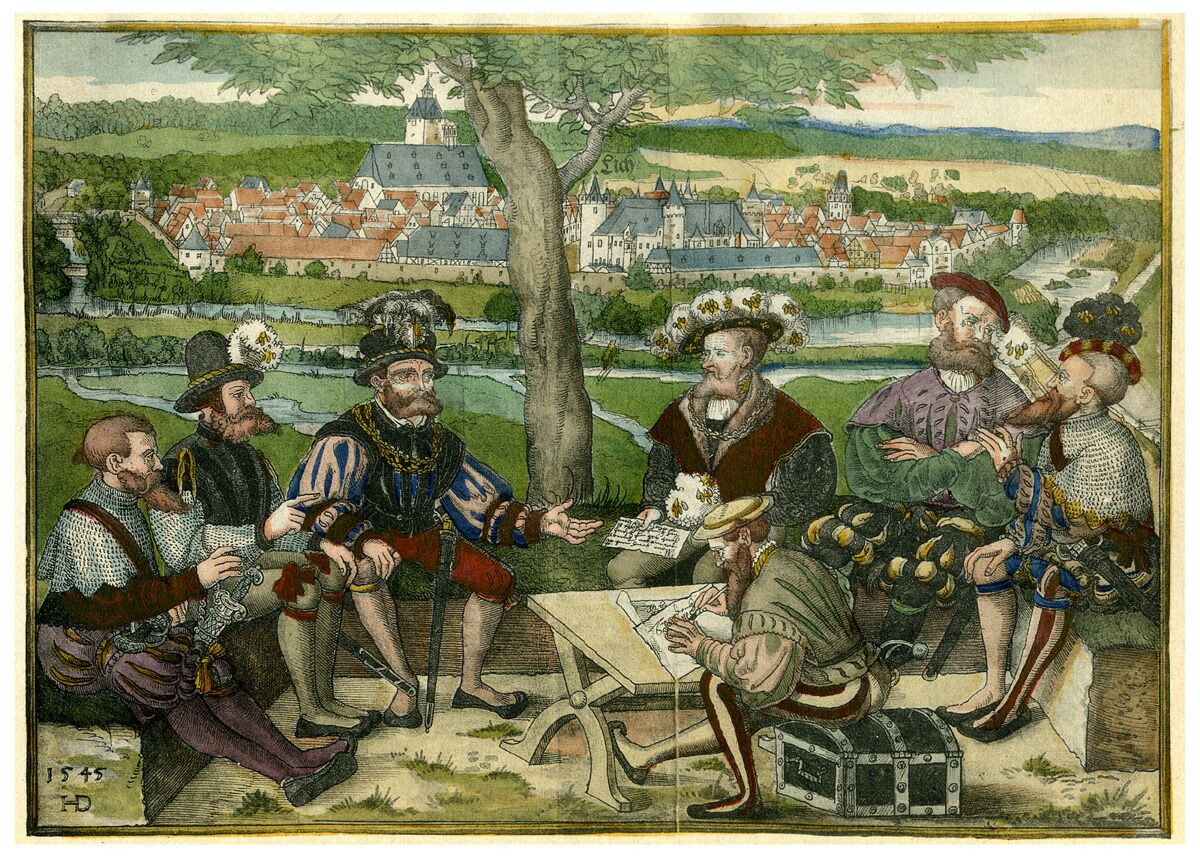
Kriegsrat und Ansicht von Lich 1545, Federzeichnung von Hans Döring

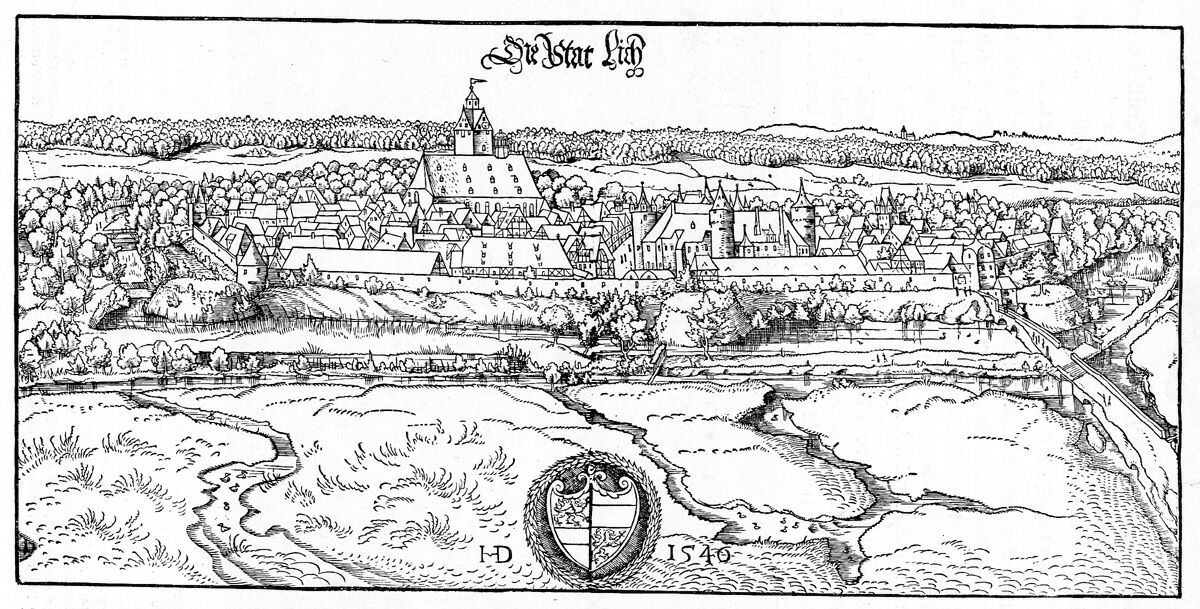
Hans Döring: Lich, Holzschnitt 1546

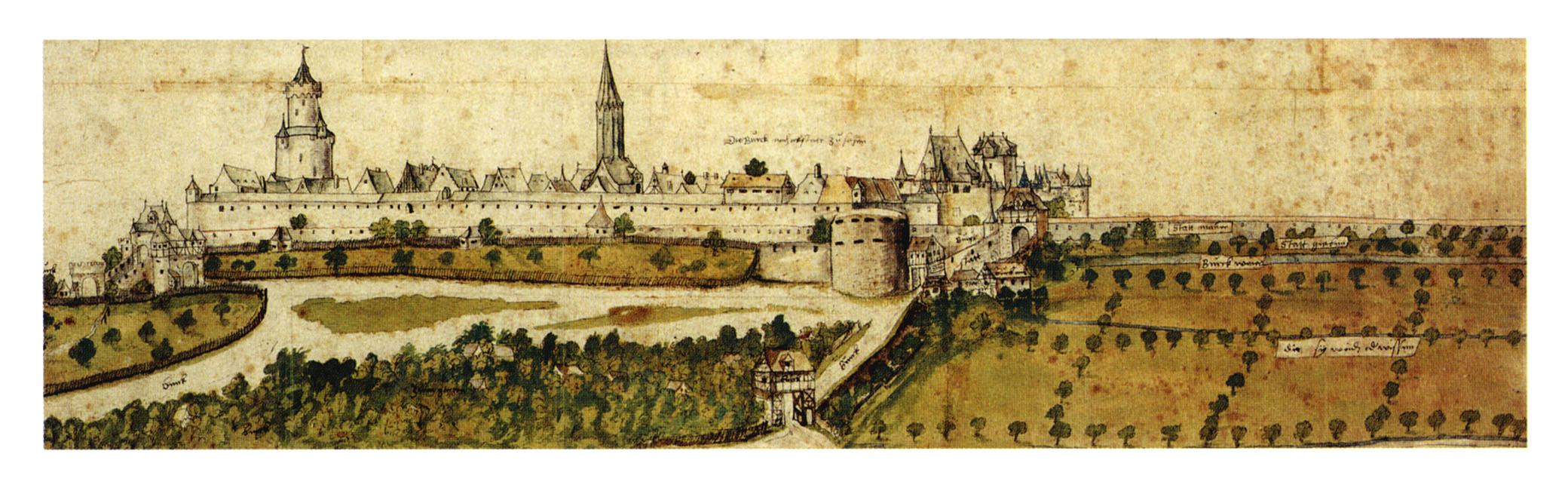
Hans Doering: Friedberg von Westen 1553

Hans Ritter genannt Döring (* um 1483 in Heustreu; † 1558) war ein deutscher Maler.
Döring wurde um das Jahr 1483 im unterfränkischen Heustreu geboren. Da sein Wappen ein Mühleneisen zeigt, könnte er aus einer Müllerfamilie stammen. 1499, 1503 und 1511 finden wir ihn als Student im Erfurter Matrikel, 1511 war er in Wittenberg eingeschrieben.
Aus dem Jahre 1511 stammt sein erstes gesichertes Gemälde, ein Selbstbildnis mit den Initialen HD. Hier in Wittenberg war Döring bis zur Mitte jenes Jahrzehnts die rechte Hand von Lucas Cranach dem Älteren. Seine zweite datierte Arbeit ist die Darstellung der Lukretia aus dem Jahre 1514.
Seinen Wohnsitz dürfte Döring um 1518 in Wetzlar genommen haben, wo er später 1533 zum Schultheissen des Marienstiftes berufen wurde. Seit seiner hessischen Zeit erfüllte er die Rolle eines Nassau-Dillenburgischen und Solmsischen Hofmalers. Graf Philipp von Solms-Lich hatte selbst in Mainz, Heidelberg und Erfurt studiert und war ein großer Förderer der Künste, als er als kurfürstlicher Rat  vermutlich um 1515 Döring in Wittenberg kennenlernte. Er hatte sich z. B. von Albrecht Dürer porträtieren lassen. Für die von Philipp von Solms gestiftete Marienkirche in Niederweidbach malte Hans Döring die Stiftertafel mit den Porträts der Familie der Auftraggeber und einem Selbstporträt. Von Döring existieren auch weitere Bilder Graf Philipps. Aus dem Jahre 1523 ist die Herstellung eines Holzmodells des Nassauischen Wappens für den Ofenplattenguss bekannt.
Döring ist auch der Illustrator der Schriften des Grafen Reinhard von Solms-Lich, insbesondere des Kriegsbuches von 1559/60 mit seinen meist monogrammierten Holzschnitten. Neuerdings wird er auch als Schnitzer für hölzerne Modelle von Ofenkacheln vermutet. Döring starb im Jahre 1558.